# Червоний Маяк (Урицька сільрада)
Червоний Маяк (біл. Чырвоны Маяк) — селище в Урицькій сільській раді Гомельського району Гомельської області Республіки Білорусь.

## Географія

### Розташування
За 5 км на захід від Гомеля.

## Гідрографія
На річці Рандовка (притока річки Уза).

## Транспортна мережа
Транспортний зв'язок автомобільною дорогою, що зв'язує селище з другою Гомельською окружною дорогою. У селищі 78 житлових будинків (2004). Планування прямолінійної вулиці. Забудова двостороння. Житлові будинки дерев'яні та цегляні, садибного типу.

## Історія
Засноване на початку 1920-х років переселенцями із сусідніх сіл на колишніх поміщицьких землях. 1926 року в Залипській сільраді. У 1932 році жителі вступили до колгоспу.
Під час німецько-радянської війни у вересні 1943 року окупанти вбили двох мирних жителів.

## Населення

### Чисельність
- 2009 — 154 мешканці.